# Image Engine
La Image Engine è una compagnia di effetti visivi con sede a Vancouver, fondata nel 1995 da Greg Holmes, Robin Hackl and Christopher Mossman. Nota per aver collaborato lungamente per la serie TV Stargate SG-1. Sono stati candidati al Premio Oscar per i migliori effetti speciali nel 2010 per il film District 9.

## Filmografia parziale

### Film
- Mr. Magorium e la bottega delle meraviglie (Mr. Magorium's Wonder Emporium) regia di Zach Helm (2007)
- I Fantastici 4 e Silver Surfer (Fantastic Four: Rise of the Silver Surfer), regia di Tim Story (2007)
- L'incredibile Hulk (The Incredible Hulk), regia di Louis Leterrier (2008)
- Orphan, regia di Jaume Collet-Serra (2009)
- District 9, regia di Neill Blomkamp (2009)
- Giustizia privata (Law Abiding Citizen), regia di F. Gary Gray (2009)
- The Losers, regia di Sylvain White (2010)
- The Twilight Saga: Eclipse, regia di David Slade (2010)
- Immortals, regia di Tarsem Singh (2011
- La cosa (The Thing), regia di Matthijs van Heijningen Jr. (2011)
- The Twilight Saga: Breaking Dawn - Parte 1 (The Twilight Saga: Breaking Dawn - Part 1), regia di Bill Condon (2011)
- Safe House - Nessuno è al sicuro (Safe House), regia di Daniel Espinosa (2012)